# Ignacio Crespo
Ignacio Crespo Rodríguez del Fresno (Santa Fe, 10 de agosto de 1831-8 de septiembre de 1929) fue un político argentino.

## Biografía
Nacido en Santa Fe en 1831, fue hijo de Domingo Crespo y de Dolores Rodríguez del Fresno , hija a su vez del proto Manuel Rodríguez Sarmiento y de su esposa Francisca del Fresno Martínez, ambos oriundos de La Coruña (Galicia). Durante su niñez recibió la primera educación en distintos colegios de convento en su ciudad.
En su juventud, ni la dantesca caballería ni el retiro de los claustros, ni las armas y galones de las luchas fratricidas llamaron su atención y preocuparon su ánimo. De espíritu pacífico su inclinación fue el comercio, profesión no desdeñada aún por la gente de linaje. Y así fue que como para que comenzara a iniciarse su conocimiento, Ignacio Crespo, en 1842, fue puesto por su padre al lado de Ignacio Comas, esposo de una prima hermana, Mercedes López Rodríguez del Fresno, hija del brigadier Estanislao López.
Estando bajo la tutela de Ignacio Comas, realizó su primer viaje a Buenos Aires a los once años. 
En agosto de 1847 dejó la casa de don Ignacio Comas y estableció su primer negocio protegido por don José Maza, un comerciante italiano.
Fue enrolado en 1849 y designado para la Compañía de Granaderos del batallón de cívicos "Guardia de la Federación" que había en la ciudad y que estaba al mando de su antiguo tutor: el sargento mayor Ignacio Comas.
A los 25 años fue nombrado juez de paz por el cuartel de la Capital.
En 1851 acaeció un suceso de importancia para los suyos: el Pronunciamiento de Urquiza. Siguiendo la causa unitaria preparó su padre el pronunciamiento de Santa Fe, combinándose con su hermano Antonio Crespo, gobernador de Entre Ríos.
Y un día del mes de noviembre llamó Domingo Crespo a su hijo primogénito y contole aquella conjuración tramada en un bodegón del puerto y en que estaban complicados con él, el mayor don Ignacio Comas, Ricardo Aldao y don Urbano Iriondo.

"Bien sabes cuantas intentonas contra el tirano han terminado mal. Ándate allá, a la Asunción, que si salimos bien, volverás; mas, si nos va mal, suerte será que me tengas con los míos a morir en el Paraguay."

Ignacio dejó a Santa Fe, fue a Buenos Aires a caballo por las postas y en la capital vio un día lluvioso en que había formación en la Plaza de la Victoria, a un hombre que jinete en un caballo zaino se había refugiado bajo las arcadas de la Recova Vieja; no vestía ropaje con dorados galones ni sombrero elástico como los generales que lo rodeaban, sino gorra y casaca; preguntó quien era y supo que ese hombre era contra quién redirigía la conspiración de su padre, el brigadier Juan Manuel de Rosas.
Terminadas sus compras embarcose rumbo al Paraguay, con fe en su suerte, que dependía de un feliz o de un harto dramático desenlace.
Esperó Ignacio Crespo en el Paraguay el instante estallara la conjuración y cuando tiempo después llegó a la Asunción la noticia, supo con alegría el resultado del motín, la retirada del exgobernador Pascual Echagüe, la cruzada de Urquiza, Caseros y otros sucesos menos venturosos: la designación de su padre, don Domingo Crespo, como Gobernador y Capitán General de la Provincia de Santa Fe hecha por el pueblo el 25 de diciembre de 1851 y que ratificaban los representantes en la sesión capitular el 29 de febrero de 1852.
Volvió Ignacio a Santa Fe y estrechó en sus brazos a su madre y hermanos y fue a Rosario a encontrarse con su padre que regresaba después de firmar el Acuerdo de San Nicolás de los Arroyos. Vio como bajo la bóveda del Cabildo nacía nuestra actual Constitución Nacional. Su padre singulorizóse como patrocinador de la Asamblea y tuvo ayuda moral y pecuniaria para aquellos constituyentes que venidos de provincias lejanas no tenían más caudal que saber y patriotismo.
En 1862 Ignacio Crespo contrajo enlace con Telma Picazo. Fueron sus hijos Antonio, José María, Ignacio, Elías, Agustina, Telma y Estela.
Bajo el gobierno de Mariano Cabal fue elegido Senador por el departamento La Capital (desde 1868 hasta 1872) siendo reelegido en el mismo cargo durante el mandato del Gobernador Servando Bayo.
En 1873 fue nombrado gerente del Banco Argentino, establecido en Santa Fe, puesto que desempeñó hasta su liquidación.
En 1876 fue nombrado gerente del Banco Provincial de la ciudad de Santa Fe y desempeñó este cargo hasta 1878 en que renunció al ser proclamada su candidatura a la gobernación, representando al Partido Constitucional, para enfrentar en los comicios al Dr. Simón de Iriondo, líder máximo de las fuerzas autonomistas.
Los partidarios de ambas candidaturas hicieron los esfuerzos posibles para aumentar sus fuerzas, y si los partidarios de Iriondo tenían a su favor una parte del pueblo y además el apoyo oficial, los contrarios tenían al pueblo en su mayoría y esperaban tranquilos el resultado de los comicios.
Todas las esperanzas de una elección libre desaparecieron: el presidente Nicolás Avellaneda envió a un comisionado –el entonces coronel Arias- a presenciar los comicios y éste declaró a quien quiso oírlo que era necesario que el Dr. Iriondo fuese gobernador de la provincia.
El partido opositor guardó silencio, pero ese silencio era más elocuente que todas lastrases y todas las palabras.
Llegó el día de la elección, y si la candidatura del Dr. Iriondo triunfó en los comicios del 7 de febrero de 1878, la revolución como protesta armada se imponía como un recurso de desesperación del pueblo engañado, que veía sus derechos violados, escarnecidas las instituciones y los principios conculcados.
El pueblo estaba respirando una atmósfera caldeada y asfixiante, y la revolución se imponía, y el movimiento subversivo estalló a los pocos días de asumir el Dr. Iriondo el gobierno de la provincia, acto que tuvo lugar el 7 de abril de 1878.
Decidido el alzamiento la Junta Revolucionaria designó para el estallido la noche del domingo 14 de abril. Ese día, poco más de las 20 horas, el estallido de tres cohetes disparados en la parte norte de la ciudad anunció la hora señalada; casi simultáneamente se oyeron descargas en varias partes y pronto fue un infierno el que se oyó en toda la ciudad.
La revolución fracasa y los insurgentes emprenden la huida pero son alcanzados al norte de la provincia, siendo derrotados por las tropas del gobierno en lugar denominado Las Hugieritas. Los revolucionarios se dispersan, ocultándose en las provincias y estancias vecinas, pero al poco tiempo Simón Iriondo decreta la amnistía amplia.
Ignacio regresa con sus amigos a la Provincia, recomenzando sus tareas rurales. Alterna estos quehaceres con la presidencia del Club Comercial, integrando en 1886 la Comisión Honoraria encargada de la celebración del centenario del nacimiento del Brigadier Estanislao López.
En 1888 fue elegido convencional para la reforma de la Constitución.
Producida en 1893 la revolución radical, aunque no forma parte del popular partido de Leandro Alem, con quien lo ligaba amistad personal, oficia con otros ciudadanos respetables de mediador entre las fuerzas rebeldes y el gobierno, y es así, como la Legislatura renunciante entrega el poder en manos de una comisión, que integra Crespo juntamente con Mariano Comas, José Bernardo Iturraspe, Julio Busaniche. Tomas Cullen y Eugenio Alemán, la que, a su vez, traspasa el gobierno de la provincia al Dr. Mariano Candioti, jefe de la revolución.
Ese mismo año es designado don Ignacio Intendente de la ciudad de Santa Fe, cargo que ya había ocupado en 1877; y ante la reforma constitucional de 1900 es elegido Diputado a la Convención Constituyente por el Departamento San Jerónimo.
En 1901 es electo Senador por el Departamento San Cristóbal y terminado este período por el de La Capital, siendo electo Presidente pro tempore del Senado.
En 1907 fue Presidente de la Convención Reformadora de la Constitución.
Pleno de antecedentes, y prestigiado por su honorable actuación política, es sostenido al filo de 1910, teniendo 78 años, como candidato a Gobernador de la provincia, cargo al que accede por el voto de su pueblo, asumiendo la Primera Magistratura el 18 de febrero de 1910, acompañado en la fórmula por don Pedro Lino Funes. Actúan durante su corto mandato en calidad de ministros, los doctores Estanislao López, Julián Paz, José A. Gómez, Julio Busaniche. Alberto J. Paz y José D. Macía, figuras de la política provincial.
A pesar de la mesura de sus actos de gobierno, contención de los gastos públicos y total prescindencia política, no pudo escapar al ataque de la oposición, liderada especialmente por el Dr. Rodolfo Freyre, senador por el Departamento de Garay, la cual puso continuas trabas a su labor. Producido así un conflicto entre el Poder Ejecutivo y el Poder Legislativo, la tensión hace crisis el 12 de abril de 1911, en que las Cámaras promueven juicio político al Gobernador, lo que trae como contrapartida un terminante decreto del Poder Ejecutivo clausurando la Legislatura.
Tanto Crespo como la Legislatura solicitaron la intervención federal a la provincia, amplia, a los tres poderes y es así como el gobierno federal decreta la intervención a la provincia de Santa Fe, siendo designado delegado del Poder Ejecutivo nacional el Dr. Anacleto Gil, el que asume el cargo el 24 de abril de 1912.
El interventor Dr. Gil convoca a elecciones, que se realizarían bajo el imperio de la Ley Sáenz Peña, de voto secreto, universal y obligatorio, que aseguraba la pureza del sufragio. Ello motiva que semanas más tarde, ya restablecido el orden, Ignacio Iturraspe, Ricardo Cavallero, Domingo Furgón Zabala, Rodolfo Lehmann, Ricardo Núñez y Alfredo Brown Arnold, en representación del Partido Radical, penetraban en la histórica casa de calle Brasil 1039 de Buenos Aires, donde los esperaba don Hipólito. La misión de los visitantes era solicitar a este el levantamiento de la abstención del radicalismo en nuestra provincia, ante las elecciones que se aproximaban para renovar el gobierno. Realizadas esas elecciones, en un clima de suma pureza, es electo gobernador el Dr. Manuel Menchaca, radical, siendo ésta la primera vez que se aplicó la ley Sáenz Peña en el país y Menchaca es el primer Gobernador radical.
Continuando con Ignacio, el mismo en 1913 fue nombrado Director del Banco Provincial de Santa Fe. Ya anciano es elegido Senador por el Departamento de La Capital desde 1914 hasta 1918.
En su carácter de socio del Club del Orden, la tradicional institución organiza un acto en su homenaje (1921) por ser en ese entonces el único fundador sobreviviente.
Don Ignacio en su vida de negocios estuvo asociado primero con su padre y luego con sus hermanos Domingo y Rómulo.
Ha sido continuador práctico de las teorías de colonización que brotaran con Aarón Castellanos bajo el gobierno de su padre. Ha fundado las colonias de Crespo, en 1889 (hoy Gobernador Crespo), San Rómulo, y Santo Domingo; y la ciudad de Recreo (1890), Santo Domingo y San Rómulo. Comisionado por Sarmiento echó los fundamentos de la colonia que lleva el nombre del prócer.
El 8 de septiembre de 1929, a la edad de 98 años, fallece en Santa Fe. El gobierno radical del Dr. Pedro Gómez Cello declaró duelo provincial, fue velado en la Casa de Gobierno y el féretro fue llevado a pulso por la multitud por calle San Martín has Bvard. Gálvez, donde fue colocado en un coche fúnebre que lo llevó al cementerio.